# Kriptokommunista
A kriptokommunista olyan titkos kommunista, aki a Magyar Kommunista Párt (később MDP) megbízásából a második világháború után beépült egy-egy másik pártba, önmaga kommunista nézeteit elrejtve és belülről segített szétverni a pártot, hogy a kommunista hatalomátvételt ezzel is előmozdítsa. Mindez része volt Rákosi Mátyás hírhedt szalámi-politikájának, vagyis a többi politikai erő fölszeletelésének más pártba beépített emberrel. Vagy nem beépített, de magatartásával az MKP számára tett szívességeket.
Kriptokommunistának tekinthető például Marosán György szociáldemokrata politikus. Marosán azok közé tartozott, akik támogatták a Magyarországi Szociáldemokrata Párt egyesülését a Magyar Kommunista Párttal, míg mások, így pl. Szakasits Árpád tartottak attól. Marosán elnökhelyettese lett a két párt 1948. március 10-én felállított közös Politikai Bizottságának. Az egyesülés végül 1948 júniusában megtörtént Magyar Dolgozók Pártja (MDP) néven. Az MDP első elnöke ugyan Szakasits lett, ám őt 1950-ben letartóztatták, míg Marosán komoly karriert futott be a kommunista párton belül. Vagy például a kriptokommunisták közé tartozott Erdei Ferenc szociológus is, aki a nyilvánosság előtt 1939-49 között a Nemzeti Parasztpárt (NPP) tagjaként, sőt egy időben elnökeként szerepelt és töltött be kormányzati pozíciót is, pedig már 1944 decemberétől titkos tagja volt a Magyar Kommunista Pártnak.
Darvas József népi író, a Nemzeti Parasztpárt alelnöke, több kormányban miniszteri posztot vállalt, miközben titokban szintén tagja volt a kommunista pártnak.